# Herbert Graf
Herbert Graf (Viena (Àustria), 10 d'abril, 1903 - Ginebra (Suïssa), 5 d'abril, 1973), va ser un director d'òpera austríac-americà.

## Viure i actuar
Fill de Max Graf (1873–1958) i d'Olga Graf (cantant, de soltera Hönig, 1877) es va doctorar sobre "Richard Wagner com a director" i va arribar a Frankfurt per Münster i Breslau, on el 1930 es va convertir en director de l'escola d'òpera al Dr. Conservatori Hoch de Frankfurt. L'1 de febrer de 1930 va fer l'estrena de Von heute auf morgen d'Arnold Schönberg a l'Òpera de Frankfurt amb Else Gentner-Fischer en el paper de l'esposa. Després que els nacionalsocialistes arribessin al poder el 1933, va ser acomiadat i obligat a emigrar. Va passar per Basilea als EUA, primer a Filadèlfia i finalment a la Metropolitan Opera de Nova York (allà 1936–1960). Després va anar a Suïssa a Zuric del 1960 al 1963 i després va estar al "Grand Théâtre de Genève" de Ginebra del 1965 al 1973.
Entre 1935 i 1937, i de nou a partir de 1951, Graf va actuar diverses vegades al Festival de Salzburg, inclòs Don Giovanni el 1953 en un conjunt de "Clemens Holzmeister", dirigit per Wilhelm Furtwängler, el 1955 La flauta màgica en un conjunt d'Oskar Kokoschka, dirigit per de Georg Solti i el 1968 d'Emilio de' Cavalieri les Rappresentatione di Anima, et di Corpo, a la "Felsenreitschule" i a la Col·legiata.

## Petit Hans
Herbert Graf va ser, amb el consentiment dels seus pares, quan era un nen petit el objecte d'estudi per Sigmund Freud ("el petit Hans") per a la investigació de la sexualitat infantil (publicació de Freud el 1909).

## Commemoració
- El 17 d'agost de 2020, l'artista Gunter Demnig va posar un rajola dedicada a Herbert Graf davant de la Casa de Mozart a Salzburg.

## Escrits (selecció)
- El repertori dels teatres públics d'òpera i musical de Berlín des de 1771. Dünbeil, Berlín 1934
- L'òpera i el seu futur a Amèrica, 1941
- Òpera per al poble, 1951
Die deutsche Bearbeitung und Neufassung durch den Autor erschien als:
Del món de l'òpera. Atlantis, Zuric, 1960.
- Producing Opera for America, 1961